# Energy (Illinois)
Energy és una població dels Estats Units a l'estat d'Illinois. Segons el cens del 2000 tenia 1.175 habitants.

## Demografia
Segons el cens del 2000, Energy tenia 1.175 habitants, 481 habitatges, i 304 famílies. La densitat de població era de 381,2 habitants/km².
Dels 481 habitatges en un 24,1% hi vivien nens de menys de 18 anys, en un 50,9% hi vivien parelles casades, en un 10% dones solteres, i en un 36,6% no eren unitats familiars. En el 30,4% dels habitatges hi vivien persones soles el 12,5% de les quals corresponia a persones de 65 anys o més que vivien soles. El nombre mitjà de persones vivint en cada habitatge era de 2,19 i el nombre mitjà de persones que vivien en cada família era de 2,71.
Per edats la població es repartia de la següent manera: un 17,5% tenia menys de 18 anys, un 9,4% entre 18 i 24, un 24,5% entre 25 i 44, un 28,3% de 45 a 60 i un 20,3% 65 anys o més.
L'edat mediana era de 44 anys. Per cada 100 dones de 18 o més anys hi havia 80,8 homes.
La renda mediana per habitatge era de 28.750 $ i la renda mediana per família de 39.554 $. Els homes tenien una renda mediana de 27.446 $ mentre que les dones 21.250 $. La renda per capita de la població era de 14.656 $. Aproximadament el 7,5% de les famílies i el 12,1% de la població estaven per davall del llindar de pobresa.

## Poblacions properes
El següent diagrama mostra les poblacions més properes.